# Hemelytroblatta polyphagella
Hemelytroblatta polyphagella är en kackerlacksart som först beskrevs av Bei-Bienko 1963.  Hemelytroblatta polyphagella ingår i släktet Hemelytroblatta och familjen Polyphagidae.
Artens utbredningsområde är Afghanistan. Inga underarter finns listade i Catalogue of Life.